# Marie-France Hirigoyen
Marie-France Hirigoyen   (Coulaines, 1949) és una psiquiatra francesa experta en victimología.
El 1978, es va doctorar en medicina a Bordeus, on també va aconseguir un certificat de segon grau d'etnologia, en l'opció de la Etnopsiquiatria, el 1974. És també psicoanalista i psicoterapeuta familiar, especialitzada en la teràpia de assetjament psicològic o assetjament moral, terme desenvolupat per ella i que ha estat adoptat pels legisladors francesos i belgues i acceptat a Espanya i Japó. És victimòloga, diplomada en 1994 a l'American University, Washington DC. i professora de Victimologia en la Universitat de París Descartes, exercint també com a investigadora associada.
Hirigoyen va realitzar un curs sobre assassins en sèrie amb l'FBI quelcom que la va ajudar a reconèixer un tipus de perfil psicològic, el «pervers» que pot considerar-se un parent proper de «l'assetjador moral». Es va diplomar l'any 1995 a la Universitat René Descartes, París V. La seva tesi es va ocupar de la violència psicològica i es va titular «La destrucció moral, les víctimes del pervers narcisista».
El 1998 va publicar «L'assetjament moral.: la violència perversa a la vida quotidiana», assaig sobre la possibilitat de destruir a algú només amb paraules, mirades o insinuacions i que va arribar a vendre més de 450000 exemplars i va ser traduït a 24 llengües . El 2001 va publicar «L'assetjament moral: La violència a la feina» i va ser una peça clau en la nova llei francesa sobre l'assetjament moral a la feina del gener del 2002. El 2005, va publicar «Mujeres maltratadas» i va assessorar el Govern francès de Chirac en la llei que penalitzava els maltractaments a les dones. El 2007, va publicar «Les nouvelles solitudes», assaig sobre la soledat, desitjada o no, en la societat del nostre temps. El 2012, va publicar «Abus de faiblesse et autres manipulations», sobre les manipulacions que es donen en la societat moderna. El 2019 va publicar «Les narcisse ils ont pris le pouvoir», assaig sobre el narcisisme en la societat actual.